# Gudrun Abt
Gudrun Abt (Riedlingen, 1962. augusztus 3. –) német gátfutónő.

## Életrajza
Az 1988. évi nyári olimpiai játékokon Szöulban a 400 méteres gátfutásban 6. helyen végzett egyéni rekordak számító 54,04 másodperccel.
A 4 x 400-as váltóban negyedik helyen végzett a nyugatnémet csapat, Abt csapattársai Ute Thimm, Helga Arendt és Andrea Thomas voltak. Az 1987-es atlétikai világbajnokságon az Abt, Ute Thimm, Helga Arendt és Gisela Kinzel összetételű váltó ötödik helyen végzett. Az 1990-es atlétikai Európa-bajnokságon Splitben egyéni számában negyedik lett.
A TSV Genkingen színeiben 186-ban, 1987-ben és 1988-ban nyugatnémet bajnoki címet nyert.